# 小川千菜美
小川 千菜美（おがわ ちなみ、1996年3月2日 - ）は、日本の元女優、元ファッションモデル。埼玉県朝霞市出身。マナセプロダクションに所属していた。

## 経歴
2008年4月、ミュージカル「CHANCE 2008」で女優デビュー。同年5月よりファッション雑誌「ピチレモン」（学研）の専属モデルとして活動。
現在は引退したと思われる。

## 人物
- 趣味はお菓子作り、手芸、ペーパークラフト。
- 特技はピアノ演奏、陸上競技、鳴子踊り。
- よく聴く音楽は大塚愛の曲。
- 好きな食べ物は梅[1]。
- 好きな言葉は「やればできる」[1]。

## 出演

### 雑誌
- ピチレモン（2008年6月号 - 2012年4月号、学研） - 専属モデル

### ミュージカル
- CHANCE 2008（2008年4月、セシオン杉並ホール） - 絵美 役

### テレビ
- 伝える極意スペシャル「私には違う意見があります!〜異なる意見」（2009年3月31日、NHK）
- 土曜ワイド劇場「100の資格を持つ女〜ふたりのバツイチ殺人捜査〜（2）」（2009年6月27日、テレビ朝日） - 北川美帆 役
- チャレンジド（2009年10月10日 - 11月7日、NHK） - 祖父江美湖 役
- すイエんサー（2010年4月 - 2013年3月、NHK教育）